# Открытие Рафлза Хоу
«Откры́тие Ра́ффлза Хо́у» (англ. The Doings of Raffles Haw, т. е., Свершения Раффлза Хоу) — повесть, написанная английским писателем Артуром Конан Дойлем во время учёбы в Вене по заказу журнала «Ответы», с 5 по 23 января 1891 года.
За эту повесть он получил от журнала 150 фунтов — «оплата более чем щедрая, учитывая, что это едва ли не худшая его вещь: невнятная история про алхимика, открывшего, как превращать тяжелые металлы в золото, и попытавшегося помочь бедным, что привело к полному разложению масс и всеобщему недовольству» — отмечает Р. Миллер, биограф Конан Дойля. По мнению самого автора, написал он «не слишком значительную вещь». Главный результат состоял в том, что писатель смог заплатить по счетам. Однако примечательно то, что журнал принял эту работу, — это показывает, что издатели готовы были платить Конан Дойлу уже за одно его имя. За американское издание «Раффлза Хоу» Дойл получил ещё 40 фунтов
Несмотря на такую низкую оценку литераторов, повесть о судьбе Раффлза Хоу и сегодня входит в «классику подросткового мальчишечьего чтения».

## Главные герои
- Раффлз Хоу — химик, человек, обладающий безграничным богатством.
- Джонз — представительный дворецкий Раффлза Хоу.
- Роберт Макинтайр — молодой художник, брат Лауры и друг Раффлза Хоу.
- Лаура Макинтайр — сестра Роберта, помолвлена с Гектором Сперлингом.
- Макинтайр-старший — разорившийся фабрикант, человек, одержимый деньгами, в конце попадающий в больницу для душевнобольных.
- Гектор Сперлинг — моряк, жених Лауры, который не может жениться на ней, пока его отец-викарий не благословит их.
- Джон Сперлинг — викарий, отец Гектора, помощник Рафлза в его стремлении помочь всем нуждающимся.

## Сюжет
Действие происходит в местечке Тэмфилд в графстве Стаффордшир, в 14 милях от Бирмингема. Роберт и Лаура Макинтайр - дети разорившегося бирмингемского оружейного фабриканта провожают в плавание жениха Лауры - офицера флота Гектора Сперлинга, сына местного викария. Лаура рассказывает о встрече с таинственным незнакомцем, задавшим ей вопрос, вышла ли бы она замуж за бедняка. 
В местечке начинается стройка, некий таинственный богач Раффлз Хоу ударными темпами возводит особняк, что становится темой для пересудов. Однажды на прогулке Роберт знакомится с мастеровым, которым оказывается сам Раффлз Хоу. Он устраивает ошеломлённому Роберту экскурсию по своему особняку и рассказывает о планах улучшить жизнь человечества а также высказывает интерес к Лауре. Лаура просит Роберта не рассказывать о своей помолвке с Гектором.     
Действуя через Роберта и Сперлинга-старшего, Раффлз Хоу старается облегчить тяготы жителей Тэмфилда. Он спасает многие семьи и предприятия от разорения. Его роман с Лаурой развивается, он видит в ней спутницу жизни и соратницу в своём благородном деле. Лаура отправляет Гектору письмо в Гиралтар, сообщая о разрыве помолвки. 
Старик Макинтайр, жаждущий вернуть своё положение, безуспешно осаждает Хоу просьбами о займе. После решительного отказа, он узнаёт тайный проход в тщательно охраняемый особняк, которым пользуется сам Хоу и нападает на хозяина, но Роберт успевает разоружить отца. Макинтайр-старший окончатлеьно сходит с ума. Хоу рассказывает Роберту о своём секрете, рассчитывая передать ему по наследству. Будучи химиком он случайно открыл способ как превращать одни химические элементы в другие и с тех пор превращает свинцовые слитки в золотые. Конечной и необратимой стадией превращения элементов является порошок протил.   
Викарий откровенно высказывает Хоу, что многие обыватели Тэмфилда превратились в тунеядцев. Например подающий надежды художник Роберт стал лентяем и прихлебателем и забросил живопись. Хоу спешит к Лауре, чтобы найти в ней опору, но тут является Гектор, которого не застало письмо Лауры. Поняв, что Лаура и Роберт обманывали его, Хоу уходит к себе в поместье. Лаура изливает свой яд на Гектора, тем самым разрывая помолвку.     
Дворецкий Хоу спешит к Роберту, рассказывая что хозяин запёрся в лаборатории и не выходит. Люди взламывают дверь и находят мёртвого Хоу. Роберт понимает что тот уничтожил все свои драгоценности, преобразовав их в протил после чего разбил свою установку и в итоге надорвался от этой работы. Хоу оставил письмо для Роберта, где пишет что не раскрыл ему всей тайны. Он намерен оставить занятия благотворительностью и уехать из Тэмфилда, чтобы заниматься чистой наукой.     
Проходит несколько лет. Старик Макинтайр всё ещё в приюте для душевнобольных, Роберт тратит все свои скудные средства на бесполезные химические опыты, его сестра ведёт его хозяйство. Все ценности Хоу пошли с аукциона в пользу бедных, в особняке устроли водолечебницу.